# Le Premier Jour (album)
Pour les articles homonymes, voir Le Premier Jour.
Albums de Julie Pietri
À force de toi
(1985) La Légende des madones
(1989)
Singles
1. Ève lève-toi
Sortie : printemps 1986
2. Nuit sans issue
Sortie : début 1987
3. Nouvelle vie
Sortie : automne 1987
4. Immortelle
Sortie : printemps 1988

Le Premier Jour est le 3e album studio de Julie Pietri, sorti en 1987 chez CBS Disques.
C'est un album phare pour la chanteuse. Désormais, elle rajoute son patronyme à son nom d'artiste révélé avec le tube Ève lève-toi en 1986.
Elle poursuit sa collaboration avec le parolier Jean-Michel Bériat. Les textes de cet album évoquent notamment l'Algérie de son enfance et l'exil des Pieds-noirs (Enfant d'exil, Love is all, Le premier jour, Nouvelle vie).

Le titre Norma Jean (the collector), chanté en anglais, fait allusion à Marilyn Monroe (le véritable prénom de l'actrice et chanteuse américaine). Ce morceau figurait sur la face B du 45 tours Eve lève-toi mais dans une version française (L'homme qui aimait les femmes).

La chanson Trop d'années à vivre est une adaptation française de Many rivers to cross de Jimmy Cliff.
Toutes les autres chansons ont été composées par Vincent-Marie Bouvot qui travaille parallèlement à l'époque pour Elsa et composera par la suite pour Zazie, notamment.
Dans la continuité du succès d'Ève lève-toi et de cet album studio, Julie Pietri interprétera une partie de ces chansons lors d'une série de concerts à l'Olympia en décembre 1987.

## Titres
1. Ève lève-toi
Julie Pietri - Jean-Michel Bériat / Vincent-Marie Bouvot
2. Enfant d'exil
Sogann / Vincent-Marie Bouvot
3. Norma Jean (the collector)
Jean-Michel Bériat - Julie Pietri - M. Sullivan / Vincent-Marie Bouvot
4. Immortelle
Philippe Amar / Vincent-Marie Bouvot
5. Star de nuit
Sogann - Christophe Jenac / Vincent-Marie Bouvot
6. Nuit sans issue
Julie Pietri - S. Troff / Vincent-Marie Bouvot
7. Love is all
Julie Pietri - Christophe Jenac / Vincent-Marie Bouvot
8. Le premier jour
Sogann - Julie Pietri / Vincent-Marie Bouvot
9. Nouvelle vie
Jean-Michel Bériat / Vincent-Marie Bouvot
10. Trop d'années à vivre
J. Cougaret / Jimmy Cliff

## Singles /45 tours
- Ève lève-toi (1986)

Face B : L'homme qui aimait les femmes (Julie Pietri - Jean-Michel Bériat / Vincent-Marie Bouvot)
- Nuit sans issue (1987)

Face B : Voyage en moi (Christophe Jenac - Vincent-Marie Bouvot / Vincent-Marie Bouvot)
- Nouvelle vie (1987) nouvelle version

Face B : Le premier jour
- Immortelle (1988) nouvelle version

Face B : Enfant d'exil